# Tafern am Gasteig

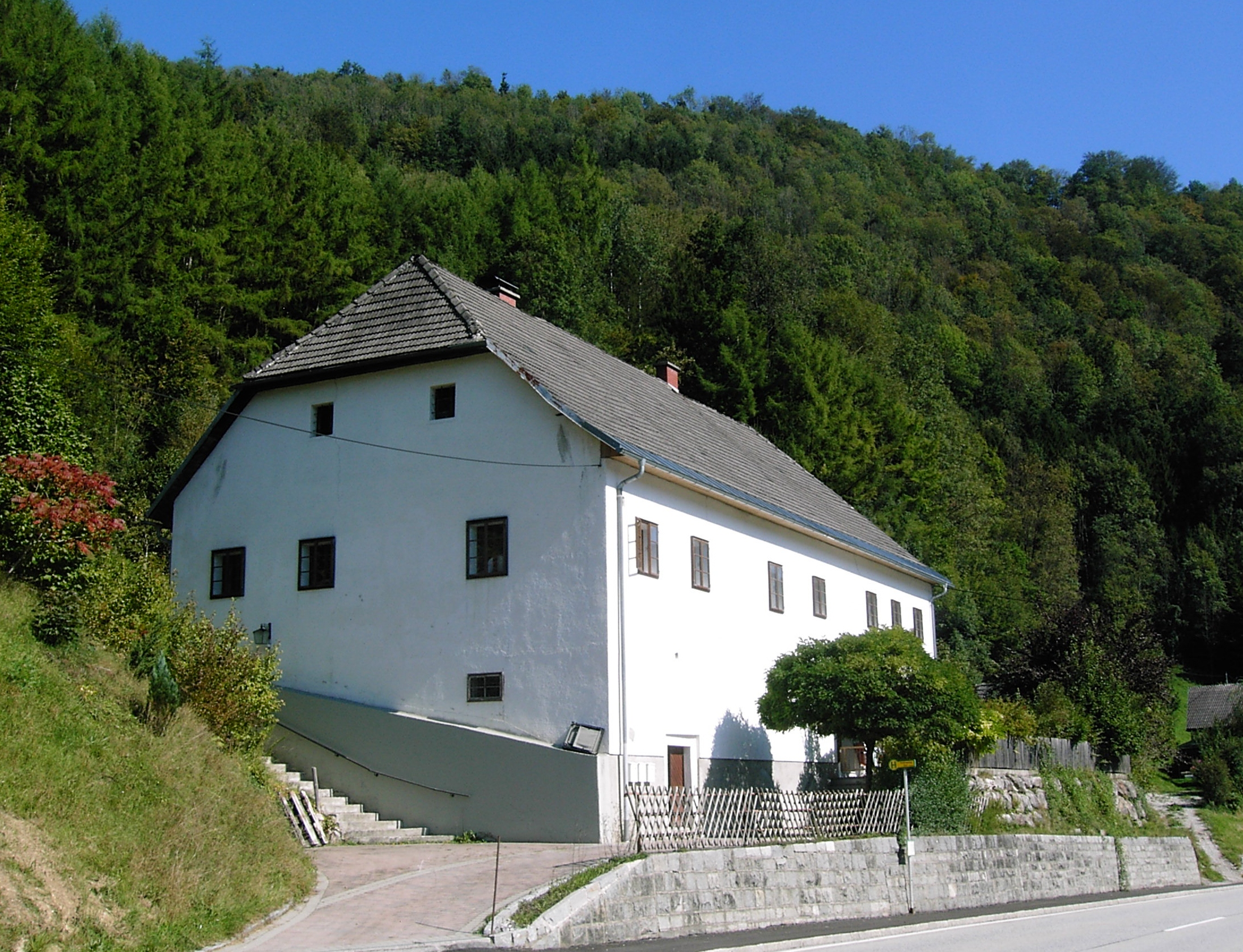
Gasteigtaverne, Großraming Eisenstraße 55

Die Gasteigtaverne, auch bekannt als Tafern am Gasteig, befindet sich in der Eisenstraße 55 in der Gemeinde Großraming im Bezirk Steyr-Land in Oberösterreich. Das Gebäude steht unter Denkmalschutz (Listeneintrag).

## Geschichte
Erstmals urkundlich im Jahr 1243 erwähnt, zählt sie zu den ältesten Gebäuden der Region.

„Haus Nr.: 15. Gasteig: Gehörte früher zur Ortschaft Hintstein. Um dieses Gut, das früher auch ein bedeutendes Bauerngut war, streiten 1240 schon der Abt von Garsten und die Losensteiner. Das jetzige Haus wurde 1634 gebaut.“

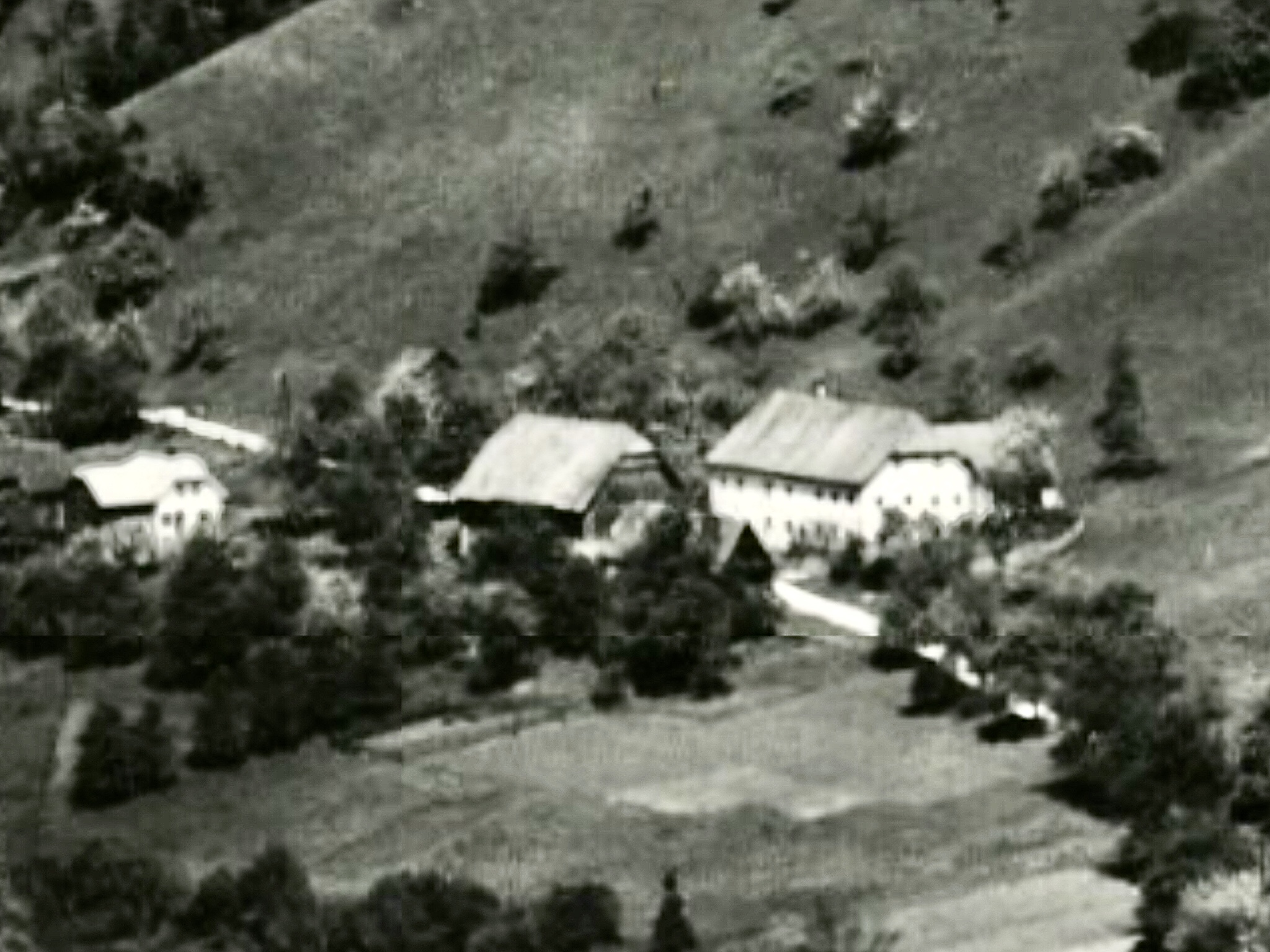

Die Taverne diente über Jahrhunderte hinweg als wichtiger Rast- und Einkehrort für Reisende entlang der Eisenstraße. Ihre Architektur spiegelt traditionelle Bauweisen wider, die für das Ennstal typisch sind. Heute ist das Gebäude ein bedeutendes Kulturdenkmal, das die lange Geschichte und Tradition der Region verkörpert.